# Mimosoideae
La sottofamiglia Mimosoideae è un raggruppamento tassonomico introdotto dalla classificazione APG, di cui fanno parte specie che il Sistema Cronquist in precedenza attribuiva alla famiglia delle Mimosaceae. Comprende specie con areali tropicali o sub-tropicali.

## Descrizione
La sottofamiglia comprende sia specie erbacee che arbustive o arboree, che presentano fiori attinomorfi con corolla composta da 4 o 5 petali, spesso piccoli e ridotti, i quali vengono sostituiti nella funzione vessillare dai numerosi stami allungati e variopinti, che conferiscono all'infiorescenza il caratteristico aspetto piumoso.

## Tassonomia
Secondo le più aggiornate conoscenze filogenetiche il raggruppamento delle Mimosoideae costituisce un clade distinto (clade mimosoide) annidato all'interno della sottofamiglia Caesalpinioideae, in attesa di una descrizione formale come tribù. 
La sottofamiglia delle Mimosoideae si divideva in cinque tribù, comprendenti i seguenti generi:
- Tribù Acacieae
  - Acacia Mill., 1754
  - Racosperma
- Tribù Ingeae
  - Abarema
  - Affonsea
  - Albizia Durazz., 1772
  - Archidendron
  - Archidendropsis
  - Balizia
  - Blanchetiodendron
  - Calliandra
  - Cathormion
  - Cedrelinga
  - Chloroleucon
  - Cojoba
  - Ebenopsis
  - Enterolobium
  - Faidherbia A.Chev., 1934
  - Falcataria
  - Havardia
  - Hesperalbizia
  - Hydrochorea
  - Inga
  - Klugiodendron
  - Leucochloron
  - Lysiloma
  - Macrosamanea
  - Marmaroxylon
  - Obolinga
  - Painteria
  - Pararchidendron
  - Paraserianthes
  - Pithecellobium
  - Pseudosamanea
  - Samanea
  - Serianthes
  - Sphinga
  - Viguieranthus
  - Wallaceodendron
  - Zapoteca
  - Zygia
- Tribù Mimoseae
  - Adenanthera
  - Adenopodia
  - Alantsilodendron
  - Amblygonocarpus
  - Anadenanthera Speg., 1923
  - Aubrevillea
  - Calliandropsis
  - Calpocalyx
  - Cylicodiscus
  - Desmanthus
  - Dichrostachys
  - Dinizia
  - Elephantorrhiza
  - Entada
  - Fillaeopsis
  - Gagnebina
  - Indopiptadenia
  - Kanaloa
  - Lemurodendron
  - Leucaena
  - Microlobius
  - Mimosa L., 1753
  - Neptunia
  - Newtonia
  - Parapiptadenia
  - Piptadenia
  - Piptadeniastrum
  - Piptadeniopsis
  - Plathymenia
  - Prosopidastrum
  - Prosopis L., 1767
  - Pseudopiptadenia
  - Pseudoprosopis
  - Schleinitzia
  - Schrankia
  - Stryphnodendron
  - Tetrapleura
  - Xerocladia
  - Xylia
- Tribù Mimozygantheae
  - Mimozyganthus
- Tribù Parkieae
  - Parkia
  - Pentaclethra